# ウィリアム・ペリー (アメリカンフットボール)
ウィリアム・ペリー(William Perry 1962年12月16日- )は、サウスカロライナ州出身の元アメリカンフットボール選手。弟のマイケル・ディーン・ペリーと共にディフェンスプレイヤーとしてNFLで活躍した。彼はシカゴ・ベアーズの選手として知られており、冷蔵庫(The Refrigerator)と呼ばれて親しまれた。ポジションはディフェンスタックル(DT)。

## 経歴
1985年、クレムソン大学卒業、ドラフト1巡目、全体22番目で指名を受けてシカゴ・ベアーズに入団した。彼はエンドゾーン付近まで攻め込んだ時のフルバックとしても起用され、ボールキャリアとなったり、ウォルター・ペイトンのリードブロッカーとなった。10月21日にソルジャー・フィールドで行われたグリーンベイ・パッカーズとのマンデーナイトフットボールでフルバックとして起用された彼は、タッチダウンをあげた。この年、彼はラッシングタッチダウン2回、タッチダウンパスキャッチ1回を記録している。またプロボウルでオフェンシブラインマンとして起用されることもあった。第20回スーパーボウルでもタッチダウンをあげた。このプレイにおけるマイク・ディトカヘッドコーチのプレイコールには疑問も投げかけられた。（ペイトンのTDをあげるチャンスを奪ったため）
1993年 フィラデルフィア・イーグルスに移籍。翌1994年に現役引退を引退した。10年間で138ゲームに出場、通算29.5サック、5ファンブルリカバーであった。1996年には後にNFLヨーロッパとなる、World League of American Football のロンドン・モナークスに参加した。
現在彼はContinental Indoor Football LeagueのChicago Slaughterの運営に携わっている。
2008年6月にギラン・バレー症候群に罹っていることが公表され翌2009年4月には一時重態という報道がなされたがその後様態は持ち直している。
2011年に売りに出したスーパーボウルリングをペンシルベニア州に住む10歳の少年が8,500ドル（約73万円）で購入、その後ペリー本人に返還するといった出来事があった。

## 人物
- 29.5サックに留まり数字上は決してスーパースターではない。しかし、すぐにベアーズの人気者となった。
- 彼の受け取ったスーパーボウルリングは25号で、これはこれまでで最大のサイズである。（通常サイズは10号から12号。）[5]
- 1980年代にジム・マクマーンやベアーズのチームメートとともにコカコーラのCMに出演している。
- バディ・ライアンディフェンスコーディネーターにはあまり好まれておらず、彼の獲得にライアンは反対していた[1]。
- WWE（当時WWF）のレッスルマニア第二回大会において、他のNFL選手たちと共にトリプルメインイベントの一つだった20人バトルロイヤル戦に出場。同功績により2007年にはWWE殿堂入りを果たした。
- 2002年には元NBAのマヌート・ボルとボクシングのチャリティーマッチを行なった。
- 特攻野郎Aチームの4シーズン目の第20話(The Trouble with Harry)に出演している。

## 参考資料
- シカゴ・サンタイムズ1999年11月8日号、97ページ article "Sweetness in the words of old duet with Fridge"
- Fat Boys, "Chillin' with the Refrigerator", 12 inch single, Sutra SUD 040, 1985.
- Roq-In' Zoo, "Frig-O-Rator", 12 inch single, Motown 4554MG, December 1985.
- Hard Machine, "Refrigerator". 12 inch single, On The Spot NRS-112, 1986.